# Oskar Weber (Architekt)
Oskar Weber (* 15. Dezember 1861; † 26. Juni 1930 in Spiez) war ein Schweizer Architekt und Beamter. Er war der Sohn des Musikpädagogen Johann Rudolf Weber und der Bruder des Komponisten Gustav Weber.
Weber besuchte das Gymnasium in Bern und von 1876 bis 1879 die Industrieschule in Zürich sowie die Bauschule des Eidgenössischen Polytechnikums Zürich (unter anderem bei Alfred Friedrich Bluntschli). Von 1883 bis 1884 bildete er sich in München und Wien weiter. Von 1884 bis 1887 arbeitete er beim Kantonsbauamt St. Gallen und reiste nach Italien. Von 1888 bis 1893 arbeitete er als Architekt in Deutschland und trat 1893 in die Eidgenössische Baudirektion, war ab 1910 Architekt-Bürochef, ab 1911 Adjunkt und stellvertretender Direktor sowie von 1921 bis 1924 Direktor des Amtes.
Die Bauten, an denen Oskar Weber mitwirkte, waren unter anderem:
- die St.Galler Kantonalbank
- die Postgebäude in Frauenfeld, Zug, Herisau, Glarus, Basel, Freiburg, Schwyz, Chur und Lugano
- die Eidgenössische Münzstätte, heute Swissmint
- das Schweizerische Bundesarchiv in Bern[1]